# Ягодное (Курганская область)
Ягодное — село в Альменевском районе Курганской области России. Административный центр Ягоднинского сельсовета.

## География
Село находится на юго-западе Курганской области, на расстоянии примерно 10 километров (по прямой) к юго-востоку от села Альменево, административного центра района. Абсолютная высота — 170 метров над уровнем моря.

Климат классифицируется как влажный континентальный с тёплым летом (согласно классификации климатов Кёппена — Dfb). Среднегодовая температура воздуха положительная и составляет +2 °C. Средняя температура самого холодного месяца (января) составляет −16,6 °С, самого жаркого месяца (июля) — +19,6 °С. Расчётная многолетняя норма осадков — 397 мм. Наименьшее количество осадков выпадает в феврале (14 мм), наибольшее количество — в июне (70 мм). 

### Часовой пояс
Село Ягодное, как и вся Курганская область, находится в часовой зоне МСК+2. Смещение применяемого времени относительно UTC составляет +5:00.

## История
В 1932—1933 гг. под руководством управляющего Катайского мясо-молочного совхоза Воловича, на месте будущего села Ягодного был заложен земляной барак для жилья. Затем построили базовки для скота. В 1934—1935 гг. стали перевозить дома из деревни Украинка и из опустевшей деревни Шадринка. Первыми жителями стали: Саловы, Зайцевы, Рахимовы, Жиенбаевы, Клепинины. Основным занятием жителей было животноводство.
С 1933 года в селе функционирует школа. Первоначально располагалась в доме, перевезенном из села Чистое. В 1960 году в школу перевели в новое здание, а в 1980 году открылась 8-летняя школа в новом здании.
В 1935 году население увеличилось за счёт переселенцев из города Рязани и деревни Кузьминовка (ныне Косулинского сельсовета Куртамышского района).
Решением Курганского облисполкома № 434 от 9 декабря 1963 года п.ф. № 3 Катайского совхоза переименован в д. Ягодное.
Решением Курганского облисполкома № 197 от 12 мая 1965 года село Ягодное перечислено из Парамоновского сельсовета в состав вновь образованного Ягоднинского сельсовета.
В годы Советской власти жители Ягодного работали в Катайском мясо-молочном совхозе, затем в Альменевском мясо-молочном совхозе.

## Население
| 1989 | 2002 | 2010 |
| ---- | ---- | ---- |
| 554  | ↘441 | ↘274 |

Гендерный состав
По данным Всероссийской переписи населения 2010 года в гендерной структуре населения мужчины составляли 46,7 %, женщины — соответственно 53,3 %.
Национальный состав
Согласно результатам Всероссийской переписи населения 2002 года, в национальной структуре населения русские составляли 61 %.

## Инфраструктура
В селе функционируют начальная школа, фельдшерско-акушерский пункт, дом культуры, библиотека и отделение Почты России.

## Улицы
Уличная сеть населённого пункта состоит из 4 улиц.

## Транспорт
К западу от села проходит автодорога Р328 Шумиха—Усть-Уйское.